# Martín Pando
Martín Pando   (Buenos Aires, 26 de desembre de 1934 - Buenos Aires, 7 de maig de 2021) fou un futbolista argentí. Va formar part de l'equip argentí a la Copa del Món de 1962.